# جيفري أو. هانسون
جيفري أو. هانسون هو سياسي أمريكي، ولد في 9 فبراير 1958، وتوفي في 17 نوفمبر 2006 بسبب مرض كروتزفيلد جاكوب. انتخب عضو مجلس نواب مينيسوتا ‏.